# Joanne Calderwood
Joanne Calderwood (ur. 23 grudnia 1986 w Kilmarnock) – szkocka zawodniczka muay thai i mieszanych sztuk walki w wadze słomkowej. Zawodniczka UFC.

## Życiorys
Po raz pierwszy zaczęła trenować boks tajski przez przypadek, kiedy to miała 13 lat i jej młodszy brat miał chodzić na treningi ze swoim przyjacielem, który się nie pojawił. Jej matka poprosiła ją, żeby poszła dotrzymać mu towarzystwa. Andrade zakochała się w tej sztuce walki i błagała matkę, aby pozwoliła jej zrezygnować z wyczynowego pływania. Doprowadziło to do robienia dwóch sesji dziennie i spędzania całego czasu na samodzielnym treningu.
Dorastając, pracowała na kilku stanowiskach. Po ukończeniu szkoły średniej, w której pomagała dzieciom i osobom korzystającym z urządzeń wentylacyjnych, monitorowała ich w szpitalu i w razie potrzeby pomagała. Były to 12-godzinne zmiany, które utrudniały jej trening i męczyły ją. Gdy w końcu znalazła inny klub, porzuciła tę pracę, by pracować w nim i podjęła znaczące zaangażowanie w swój trening.

## Osiągnięcia

### Boks tajski
- 2009: Zawodniczka Roku Scottish Thai Boxing Association (STBA)
- 2009: Mistrzyni Europy IKF w wadze muszej
- 2010: Mistrzyni Europy WKL w wadze muszej
- 2011: Mistrzyni Wielkiej Brytanii WBC Muay Thai w wadze muszej
- 2012: Mistrzyni Świata ISKA w wadze muszej

### Mieszane sztuki walki
- 2014: Uczestniczka The Ultimate Fighter 20
- 2014: TUF 20: Walka Sezonu (z Rose Namajunas)

Women's MMA Press Awards
- 2012: Newcomer of the Year[4]
- 2014: Fan Favorite Fighter of the Year[5]

## Lista zawodowych walk w MMA
| Wynik     | Bilans | Przeciwnik (bilans przed walką) | Rozstrzygnięcie                             | Runda | Czas | Rozgrywki                                               | Data       | Miejsce     | Uwagi                                                                   |
| --------- | ------ | ------------------------------- | ------------------------------------------- | ----- | ---- | ------------------------------------------------------- | ---------- | ----------- | ----------------------------------------------------------------------- |
| Wygrana   | 17-8   | Maryna Moroz (11-5)             | Decyzja (niejednogłośna)                    | 3     | 5:00 | UFC 299                                                 | 09.03.2024 | Miami       |                                                                         |
| Wygrana   | 16-8   | Luana Carolina (8-3)            | Decyzja (niejednogłośna)                    | 3     | 5:00 | UFC 286                                                 | 18.03.2023 | Londyn      |                                                                         |
| Przegrana | 15-8   | Alexa Grasso (13-3)             | Poddanie (duszenie zza pleców)              | 1     | 3:57 | UFC on ESPN: Blaydes vs. Daukaus                        | 26.03.2022 | Columbus    |                                                                         |
| Przegrana | 15-7   | Taila Santos (18-1)             | Poddanie (duszenie zza pleców)              | 1     | 4:49 | UFC Fight Night: Vieira vs. Tate                        | 20.11.2021 | Las Vegas   |                                                                         |
| Przegrana | 15-6   | Lauren Murphy (14-4)            | Decyzja (niejednogłośna)                    | 3     | 5:00 | UFC 263                                                 | 12.06.2021 | Glendale    |                                                                         |
| Wygrana   | 15-5   | Jessica Eye (15-8)              | Decyzja (jednogłośna)                       | 3     | 5:00 | UFC 257                                                 | 23.01.2021 | Abu Zabi    |                                                                         |
| Przegrana | 14-5   | Jennifer Maia (17-6-1)          | Poddanie (dźwignia prosta na staw łokciowy) | 1     | 4:29 | UFC Fight Night: Brunson vs. Shahbazyan                 | 01.08.2020 | Las Vegas   |                                                                         |
| Wygrana   | 14-4   | Andrea Lee (11-2)               | Decyzja (niejednogłośna)                    | 3     | 5:00 | UFC 242                                                 | 07.09.2019 | Abu Zabi    |                                                                         |
| Przegrana | 13-4   | Katlyn Chookagian (11-2)        | Decyzja (jednogłośna)                       | 3     | 5:00 | UFC 238                                                 | 08.06.2019 | Chicago     |                                                                         |
| Wygrana   | 13-3   | Ariane da Silva (11-3)          | Decyzja (jednogłośna)                       | 3     | 5:00 | UFC Fight Night: Cejudo vs. Dillashaw                   | 19.01.2019 | Brooklyn    |                                                                         |
| Wygrana   | 12-3   | Kalindra Faria (18-7-1)         | Poddanie (duszenie trójkątne)               | 1     | 4:57 | UFC Fight Night: Gaethje vs. Vick                       | 25.08.2018 | Lincoln     | Powrót do wagi muszej                                                   |
| Przegrana | 11-3   | Cynthia Calvillo (5-0)          | Decyzja (jednogłośna)                       | 3     | 5:00 | UFC Fight Night: Nelson vs. Ponzinibbio                 | 16.07.2017 | Glasgow     | Limit umowny do 53,2 kg. Co-Main Event                                  |
| Przegrana | 11-2   | Jéssica Andrade (14-5)          | Poddanie (duszenie gilotynowe)              | 1     | 4:38 | UFC 203                                                 | 10.09.2016 | Cleveland   |                                                                         |
| Wygrana   | 11-1   | Valérie Létourneau (8-4)        | TKO (kopnięcie w korpus i ciosy pięściami)  | 3     | 2:51 | UFC Fight Night: MacDonald vs. Thompson                 | 18.06.2016 | Ottawa      | Walka w wadze muszej                                                    |
| Wygrana   | 10-1   | Cortney Casey (4-1)             | Decyzja (jednogłośna)                       | 3     | 5:00 | UFC Fight Night: Bisping vs. Leites                     | 18.07.2015 | Glasgow     | Bonus za walkę wieczoru                                                 |
| Przegrana | 9-1    | Maryna Moroz (5-0)              | Poddanie (dźwignia prosta na staw łokciowy) | 1     | 1:30 | UFC Fight Night: Gonzaga vs Cro Cop 2                   | 11.04.2015 | Kraków      | Debiut w UFC                                                            |
| Wygrana   | 9-0    | Ham Seo-hee (16-5)              | Decyzja (jednogłośna)                       | 3     | 5:00 | The Ultimate Fighter: A Champion Will Be Crowned Finale | 12.12.2014 | Las Vegas   |                                                                         |
| Wygrana   | 8-0    | Katja Kankaanpää (8-0-1)        | Decyzja (jednogłośna)                       | 3     | 5:00 | Invicta FC 7: Honchak vs. Smith                         | 07.12.2013 | Kansas City |                                                                         |
| Wygrana   | 7-0    | Norma Rueda Center (2-0)        | Decyzja (jednogłośna)                       | 3     | 5:00 | Invicta FC 6: Coenen vs. Cyborg                         | 13.07.2013 | Kansas City |                                                                         |
| Wygrana   | 6-0    | Sally Krumdiack (9-6)           | TKO (ciosy pięściami)                       | 1     | 3:02 | Cage Warriors Fighting Championship 53                  | 13.04.2013 | Glasgow     |                                                                         |
| Wygrana   | 5-0    | Livia von Plettenberg (1-0)     | Decyzja (jednogłośna)                       | 3     | 5:00 | Invicta FC 4: Esparza vs. Hyatt                         | 05.01.2013 | Kansas City |                                                                         |
| Wygrana   | 4-0    | Ashley Cummins (3-0)            | TKO (kolano na korpus)                      | 1     | 3:13 | Invicta FC 3: Penne vs. Sugiyama                        | 06.10.2012 | Kansas City | Debiut w Invicta FC. Powrót do wagi słomkowej. Bonus za nokaut wieczoru |
| Wygrana   | 3-0    | Ainara Mota (0-0)               | TKO (ciosy pięściami)                       | 2     | 2:46 | On Top 5                                                | 02.06.2012 | Glasgow     | Limit umowny do 54,9 kg                                                 |
| Wygrana   | 2-0    | Ołena Owczynnikowa (8-1)        | Decyzja (jednogłośna)                       | 3     | 5:00 | Super Fight League 3                                    | 06.05.2012 | Nowe Delhi  | Debiut w wadze muszej                                                   |
| Wygrana   | 1-0    | Noellie Molina (0-0)            | TKO (ciosy pięściami)                       | 1     | 3:13 | On Top 4                                                | 25.02.2012 | Glasgow     | Debiut w wadze słomkowej                                                |